# Archidiecezja Saint Boniface
Archidiecezja Saint Boniface (łac. Archidioecesis Sancti Bonifacii, ang. Archdiocese of Saint Boniface, fr. Archidiocèse de Saint-Boniface) – rzymskokatolicka archidiecezja ze stolicą w Saint Boniface (obecnie część miasta Winnipeg), w prowincji Manitoba, w Kanadzie. Arcybiskupstwo jest jedyną diecezją w metropolii Saint Boniface.
Obecnym arcybiskupem metropolitą Saint Boniface jest Albert François LeGatt. Posługę na tej katedrze sprawuje od 3 lipca 2009.
W 2010 w diecezji pracowało 60 zakonników i 230 sióstr zakonnych.
W Saint Boniface znajduje się polska parafia pw. św. Andrzeja Boboli.

## Historia
16 kwietnia 1844 z mocy decyzji Grzegorza XVI, wyrażonej w brewe Ex debito, erygowany został wikariat apostolski Północnego Zachodu. Dotychczas wierni z tych terenów należeli do archidiecezji Québecu.
4 czerwca 1847 papież Pius IX podniósł wikariat do rangi diecezji i nadał jej nazwę diecezja Saint Boniface.
8 kwietnia 1862 z diecezji Saint Boniface wydzielono wikariat apostolski Athabaska Mackenzie (obecnie archidiecezja Grouard-McLennan).
22 września 1871 Pius IX ustanowił w Saint Boniface stolicę archidiecezji i metropolii oraz odłączył część parafii na rzecz powstałej w tym dniu diecezji Saint Albert (obecnie archidiecezja Edmonton). W 1889 część parafii powróciła do archidiecezji Saint Boniface.
Straty terytorialne archidiecezji Saint Boniface:
- 11 lipca 1882	– wikariat apostolski Pontiac (obecnie diecezja Pembroke)
- 4 czerwca 1891 – wikariat apostolski Saskatchewan (obecnie diecezja Prince Albert)
- 4 marca 1910 – diecezja Regina (obecnie archidiecezja Regina)
- 4 grudnia 1915 – archidiecezja Winnipeg
- 29 kwietnia 1952 – diecezja Fort William (obecnie diecezja Thunder Bay)

Od 13 lipca 1967 archidiecezja Saint Boniface nie posiada sufraganii.

## Ordynariusze

### Wikariusz apostolski Północnego Zachodu
- Joseph Norbert Provencher (1844–1847)

### Biskupi Saint-Boniface
- Joseph Norbert Provencher (1847–1853)
- Alexander-Antonine Taché OMI (1853–1871)

### Arcybiskupi Saint-Boniface
- Alexander-Antonine Taché OMI (1871–1894)
- Louis-Philip-Adélard Langevin OMI (1895–1915)
- Arthur Béliveau (1915–1955)
- Maurice Baudoux[2] (1955–1974)
- Antoine Hacault[2] (1974–2000)
- Émilius Goulet PSS (2001–2009)
- Albert François LeGatt (od 2009)